# Греченюк Тарас Миколайович
Греченюк Тарас Миколайович (нар. 27 березня 1996, с. Королівка, Коломийський район, Івано-Франківська область, Україна) — сержант Державної прикордонної служби України, відзначився у ході російського вторгнення в Україну, уродженець села Королівка на Коломийщині.

## Життєпис
Тарас Греченюк народився 27 березня 1996 року в селі Королівка Коломийського району на Івано-Франківщині, де й проживав. З 2014 року брав участь у бойових діях в АТО на сході України. З 12 жовтня 2020 року ніс військову службу в складі Державної прикордонної служби України. З початком повномасштабного російського вторгнення в Україну перебував на передовій. Загинув 9 березня 2022 року на околиці села Житлівка Кремінської міської громади Сєвєродонецького району Луганської області під час бою з противником у результаті отримання поранень, несумісних з життям.

## Родина
У загиблого залишилися батьки Микола та Оксана Греченюки.

## Нагороди
- орден «За мужність» III ступеня (2022, посмертно) — за особисту мужність і самовіддані дії, виявлені у захисті державного суверенітету та територіальної цілісності України, вірність військовій присязі[4].